# Johannes Müller (Politiker, 1880)

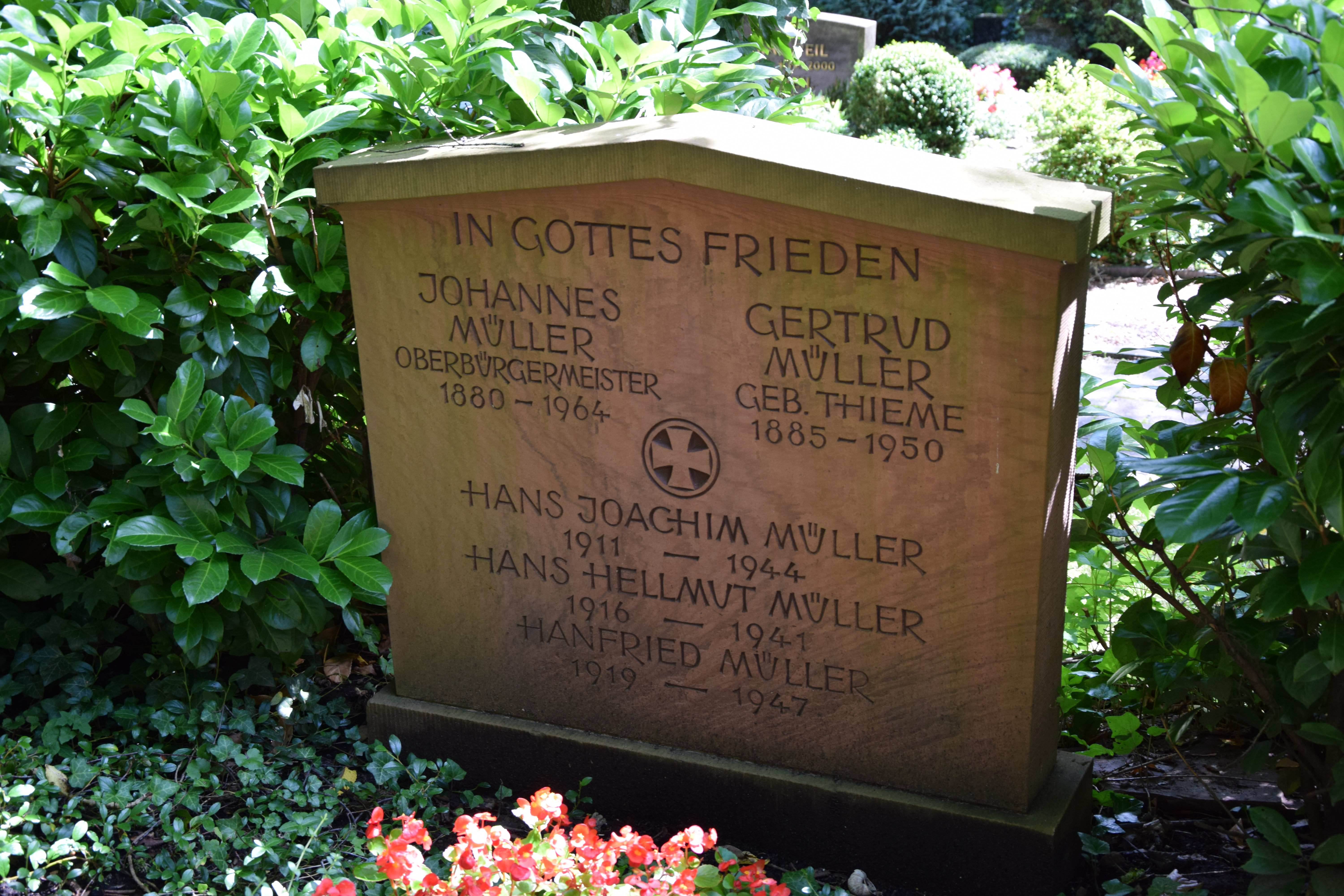
Grab von Johannes Müller auf dem Marburger Hauptfriedhof (2017)

Johannes Müller (* 10. Juli 1880 in Merseburg; † 19. April 1964 in Marburg) war ein deutscher Kommunalpolitiker und Oberbürgermeister von Marburg.

## Leben
Müller besuchte von 1886 bis 1899 das Dom-Gymnasium in Merseburg. Nach dem Abitur studierte er Rechtswissenschaften an den Universitäten Jena und Halle von 1899 bis 1902. Während seines Studiums wurde er 1899 Mitglied der Burschenschaft Arminia auf dem Burgkeller, der er bis 1933 angehörte. Das erste Staatsexamen legte er 1902 und das Assessorexamen 1907 ab. In dieser Zeit arbeitete er bei der Stadtverwaltung in Merseburg. Von dort wechselte Müller 1907 als Stadtrat nach Forst in der Lausitz. In dieser Stellung blieb er bis zur Ernennung zum Bürgermeister von Marburg/Lahn 1913.
1933 wurde er wegen des Gesetzes zur Wiederherstellung des Berufsbeamtentums aus dem Amt entlassen. Erst 1939 bis 1945 konnte er eine dauerhafte Beschäftigung bei Carl Zeiss Jena aufnehmen. Während der kurzen US-amerikanischen Besetzung wurde er 1945 zum Kämmerer und Leiter der gewerblichen Betriebe bei der Stadtverwaltung Jena berufen. Von dort kehrte er 1946 nach Marburg/Lahn zurück. Dort war er bis 1948 in der Stadtverwaltung für die Dezernate Schule, Steuerverwaltung und Gewerbliche Betriebe zuständig. Von 1949 bis 1954 lehrte er Kommunalverwaltung an der Philipps-Universität Marburg.